# Рамадан в Об'єднаних Арабських Еміратах
Рамадан в Об'єднаних Арабських Еміратах має своєрідні звичаї, традиції та ритуали. Рамадан — дев'ятий місяць ісламського календаря, який відзначається мусульманами місяцем посту, молитви, роздумів і спільноти. Святкування та підготовка до Рамадану починаються в ніч на середину Шаабану, відомого в ОАЕ як «Хак аль-Лейла» (араб. حق الليلة). Місяць наповнений розважальними, духовними та культурними заходами та подіями, які пов'язані з атмосферою Рамадану.

## Хак аль-Лейла

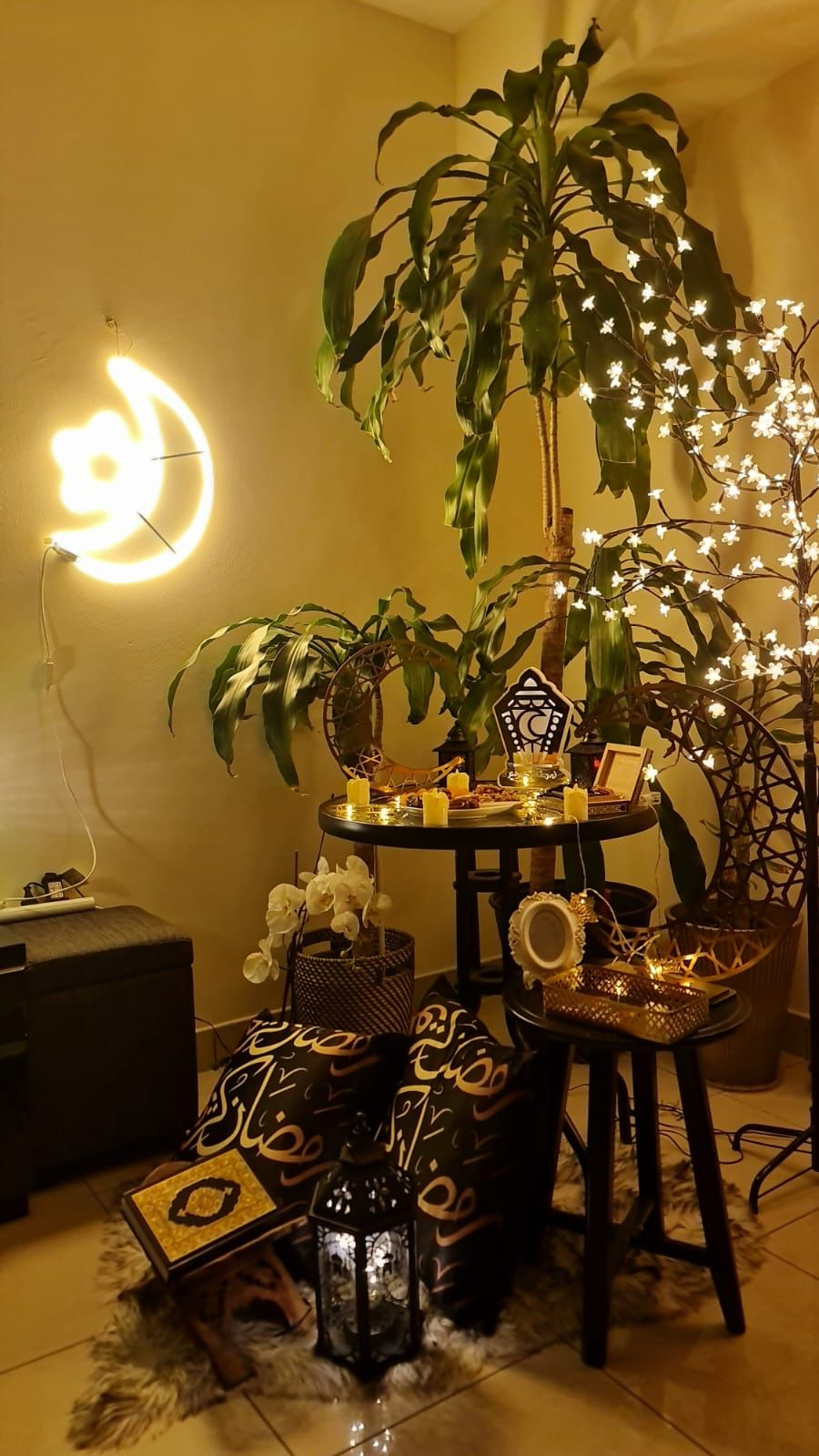
Дім, прикрашений до Рамадану.

Підготовка до Рамадану починається в ОАЕ в ніч на середину Шаабану, відомого в місцевих жителях як «Хак Аль-Лейла» або «Каркеан». Хак аль-Лейла символізує любов і щедрість. Традиція Еміратів передбачає, що дівчата одягнені у вишиванки, а хлопці — у тавб, збираються від полудня до заходу сонця, несучи мішки з тканини під назвою «Аль-Хараєт». Вони співають традиційні пісні та ходять по околицях, просячи солодощів та горіхів.

## Рамаданський півмісяць
У минулому, коли наближався місяць Рамадан, група чоловіківщовечора після магрібської молитви спостерігала за появою півмісяця. Серед них були довірені люди, які вивчили напам'ять Коран і були добре відомі своїм точним візуванням півмісяця. Коли спостереження було підтверджено, новину оголосили гарматним пострілом, і всі обмінялися привітаннями. Зараз жителі ОАЕ покладаються на офіційні медіа ОАЕ про дослідження Міжнародного астрономічного центру півмісяця з вершини Джебель Джайс, найвищої вершини ОАЕ.

## Рамаданська гармата
Традиція Рамаданського гарматного пострілу передається в Еміратах вже 40 років. Його місцеві мешканці та гості звикли спостерігати протягом місяця Рамадан, наприкінці годин посту, що збігається з закликом до магрібської молитви. Місця розташування гармати для іфтару різняться, але місцевість повинна бути однією з найвідоміших туристичних визначних пам'яток в еміраті.

## Їжа

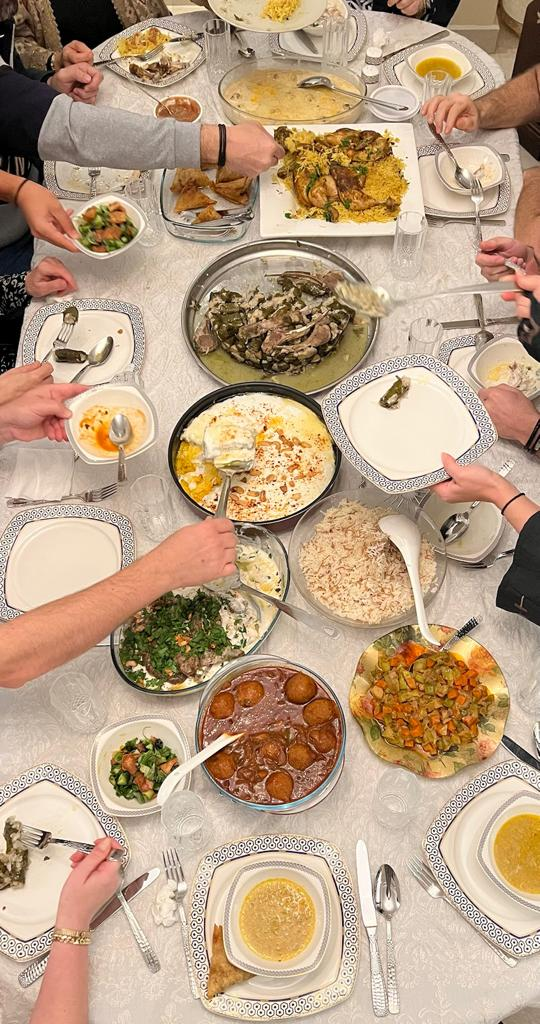
Іфтар сімейне зібрання.

Еміратська кухня відома сумішшю спецій, таких як кориця, шафран, куркума та мускатний горіх. Емірати відомі різноманіттям рибних страв. Фініки, які широко доступні в ОАЕ, також використовуються як основа для приготування різних видів солодощів, таких як аль-батіф і мадбас. Серед найвідоміших еміратських десертів — лукаймат, асіда, аль-ханфаруш і аль-карс аль-акілі.
Попри зміни та розвиток, що відбувся в різних аспектах життя в Еміратах, багато сімей досі дотримуються звичаїв свята Рамадан. Коли сонце наближається до заходу, члени родини збираються за столом, чекаючи заклику до магрібської молитви для розговіння. Перше, що еміратські сім'ї вважають за краще їсти після фініків і молока — це популярна традиційна страва харіс, яка вважається основною стравою еміратського столу протягом місяця Рамадан.
Рис, риба та м'ясо є одними з основних страв в ОАЕ, а найпопулярніші страви на столах Рамадану включають харіс, тарід, бір'яні, мачбус, лукаймат і десерт ферні.
Напої, особливо популярні під час іфтару в ОАЕ, включають арабську каву (зазвичай подається з фініками), чай карак, джалляб, камар ад-Дін, айран і вімто.

## Розваги
У Дубаї під час Рамадану місто освітлюють численними вогнями та прикрасами, зокрема знаком «Модхіш», що висить на ліхтарних стовпах і деревах. Популярні ринкові центри прикрашають традиційними прикрасами Рамадану. Нічний ринок Дубайського фестивального торгового центру Festival City Mall пропонує розважальні сеанси арабської музики та унікальну можливість покататися на верблюдах. В Еміратському селі проводяться майстер-класи, казки для дітей, а також виставки еміратської спадщини та мистецтва арабської каліграфії, щоб продемонструвати традиції еміратського народу.

## Релігійні ритуали

### Проєкти іфтар і столи милосердя
Уряд ОАЕ організовує проєкти іфтар і столи милосердя, щоб об'єднати мусульман різних національностей, культур і соціального походження за спільним столом іфтар.
Столи милосердя встановлюють волонтери, які створюють відкриті зони для відпочинку або намети перед мечетями або на відкритих просторах по всій країні. Товариство Червоного Півмісяця Об'єднаних Арабських Еміратів також організовує намети на Рамадан.
В Абу-Дабі щорічно в мечеті Шейха Заїда проходить проєкт «Наші гості, які постують». Ця ініціатива пропонує сніданок людям, які постять, у співпраці з Клубом офіцерів збройних сил в Абу-Дабі. Проєкт приносить користь десяткам тисяч людей, які щодня постять, оскільки він передбачає близько 12 великих наметів з кондиціонером, щоб розмістити їх протягом місяця Рамадан.

### Читання Корану
У Дубаї Департамент ісламських справ і благодійної діяльності проводить заходи з декламації Корану в мечетях з лекціями, уроками релігії, читанням Корану та конкурсами на запам'ятовування Корану, як-от Дубайська міжнародна премія Священного Корану.

### Молитви таравіх
Молитви таравіх є ключовим нічним ритуалом для мусульман, до якого заохочуються як чоловіки, так і жінки. В ОАЕ влада встановлює розклад щоденних молитов, включаючи таравіх. Сім'ї збираються разом для молитви в мечетях, де кількість молитовних одиниць може відрізнятися залежно від поглядів різних ісламських вчених.

### Відвідування сімей
Еміратське суспільство надає великого значення дотриманню звичаїв і традицій під час Рамадану, а «меджліс» готується до приймання гостей — родичів і сусідів. У деяких випадках родинам, читачам Корану та друзям дарують подарунки, щоб зміцнити родинні зв'язки.

### Фонд закяту
Фонд закят є незалежною установою в ОАЕ, яка має законні повноваження вживати заходів для досягнення своїх цілей. Він спрямований на підвищення обізнаності про важливість закяту та милостині, особливо протягом місяця Рамадан, та їх життєво важливу роль у розвитку громади. Також Фонд підтримує малозабезпечені сім'ї через різні проєкти.

## Правові обмеження
Відповідно до трудового законодавства ОАЕ робочий день не повинен перевищувати восьми годин на день. Під час Рамадану цей ліміт скорочується на дві години на день. Це обмеження поширюється на всіх працівників незалежно від віросповідання. У Дубайському міжнародному фінансовому центрі обмеження стосуються лише мусульман. На глобальному ринку Абу-Дабі вони стосуються лише мусульманських працівників, які дотримуються посту.
Відповідно до статті 313 Федерального кримінального кодексу, вживання їжі та напоїв під час Рамадану заборонено, незалежно від віросповідання. Проте кожен Емірат може застосовувати власні місцеві кримінальні закони, якщо вони не суперечать Федеральному кримінальному кодексу. У кількох еміратах під час Рамадану ресторани були закриті, але обмеження були послаблені. Наприклад, у Дубаї раніше вимагалися ширми та штори, щоб подавати їжу поза увагою. З 2021 року ресторани, кафе та бари можуть залишатися відкритими та подавати їжу публічно. В Абу-Дабі ресторани також залишаються відкритими. У Шарджі ресторани повинні отримати дозвіл на роботу вдень під час Рамадану.